# 여과가이저양애
《여과가이저양애》(如果可以这样爱)는 2019년 방송되었던 중국의 드라마이다.

## 소개
- 라디오 출연진 백교아와 피아니스트 경묵지의 사랑 이야기

## 등장 인물
- 퉁다웨이 - 경묵지 역
- 유시시 - 백교아 역
- 보검봉 (Jeff Bao) - 치수리 역
- 양일동 (杨壹童) - 미란 역
- 제환 (齐欢) - 앵지 역
- 곽효소 (郭晓小) - 위명윤 역
- 손지홍 (孙之鸿) - 뤄하오 역
- 우사사 (于莎莎) - 완전전 역
- 위안란 - 뤄민 역